# Palacio de los Príncipes Electores (Coblenza)
El palacio de los Príncipes Electores (en alemán: Kurfürstliches Schloss) en Coblenza, Alemania, era la residencia del último arzobispo y elector de Tréveris, Clemente Wenceslao de Sajonia, que encargó el edificio a finales del siglo XVIII. A mediados del siglo XIX, el príncipe heredero prusiano (más tarde emperador Guillermo I) tuvo su residencia oficial aquí durante sus años como gobernador militar de la provincia del Rin y la provincia de Westfalia. El palacio fue destruido casi por completo durante la Segunda Guerra Mundial, y después fue restaurado en el menor tiempo posible. Actualmente alberga varias oficinas del gobierno federal.
El palacio de los Príncipes Electores es uno de los ejemplos más importantes de las primeras grandes casas neoclásicas francesas en el suroeste de Alemania, y con el palacio de Wilhelmshöhe, en Kassel, el palacio del Príncipe Obispo, en Münster, y el palacio de Luisburgo, es uno de los últimos palacios construidos en Alemania antes de la Revolución Francesa. Desde 2002, está incluido en el Patrimonio Mundial de la Humanidad del Valle Superior del Medio Rin, y también es un bien cultural protegido en virtud del Convenio de La Haya.

## Edificio

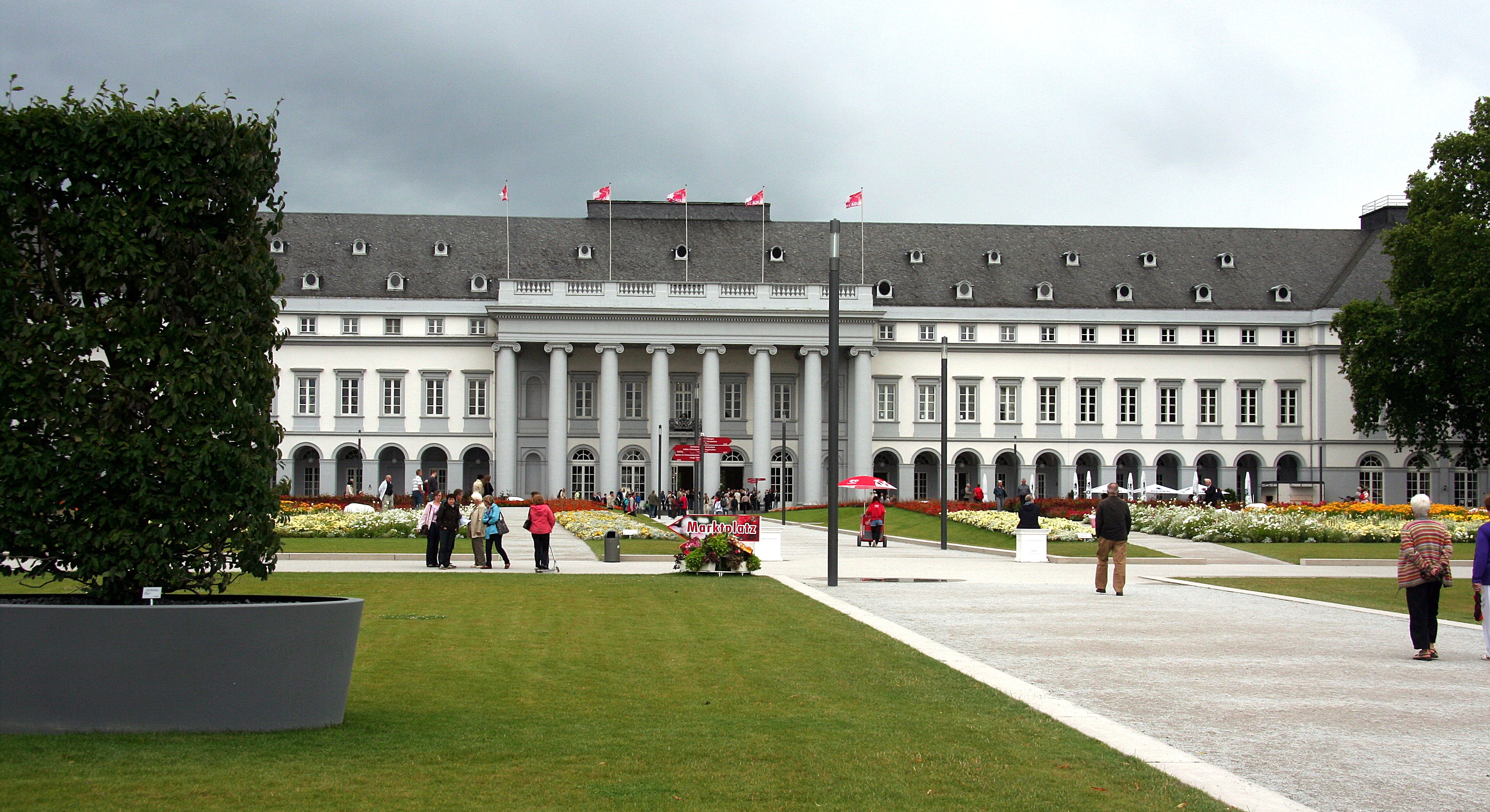
La fachada oeste a la ciudad

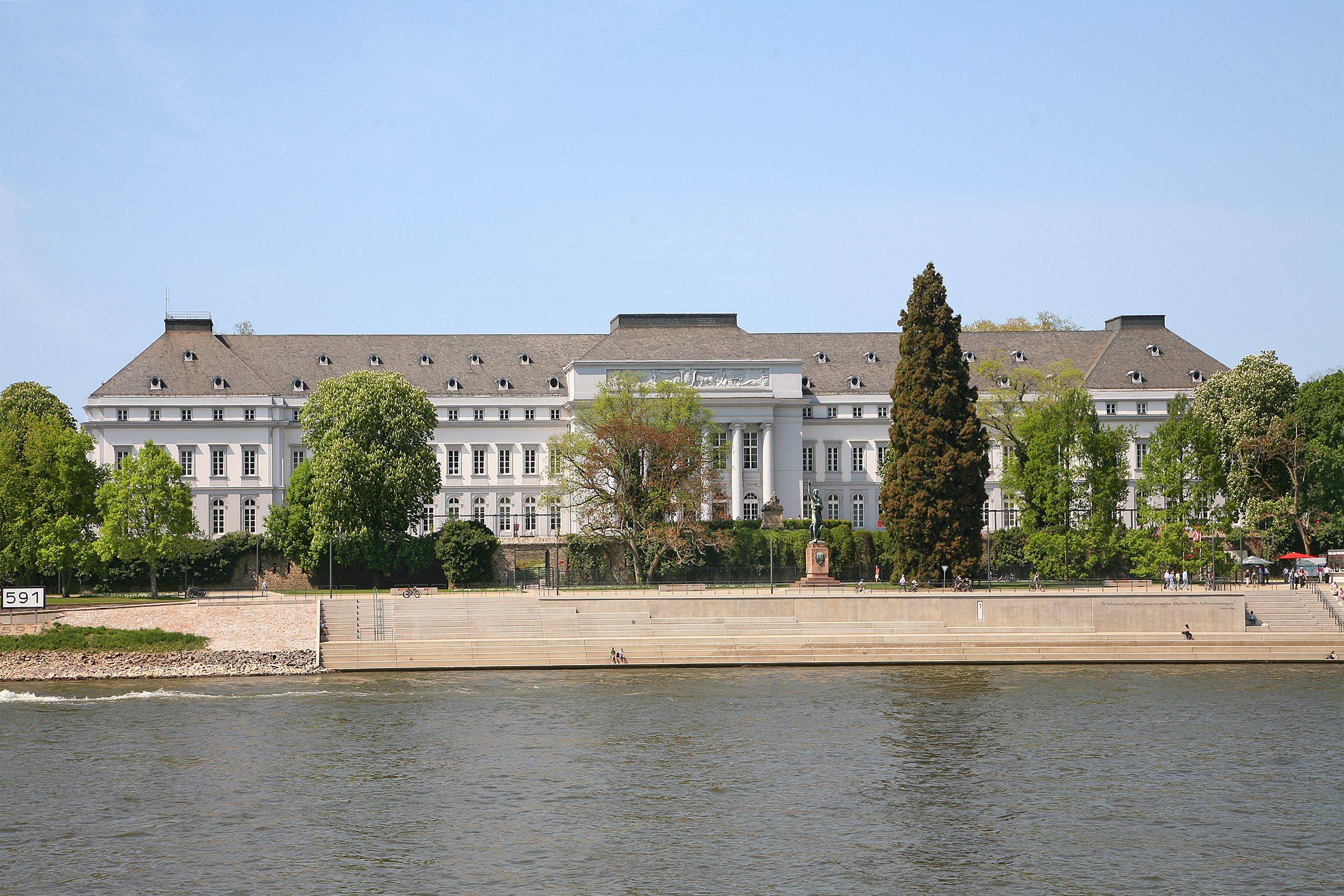
La fachada este al río Rin

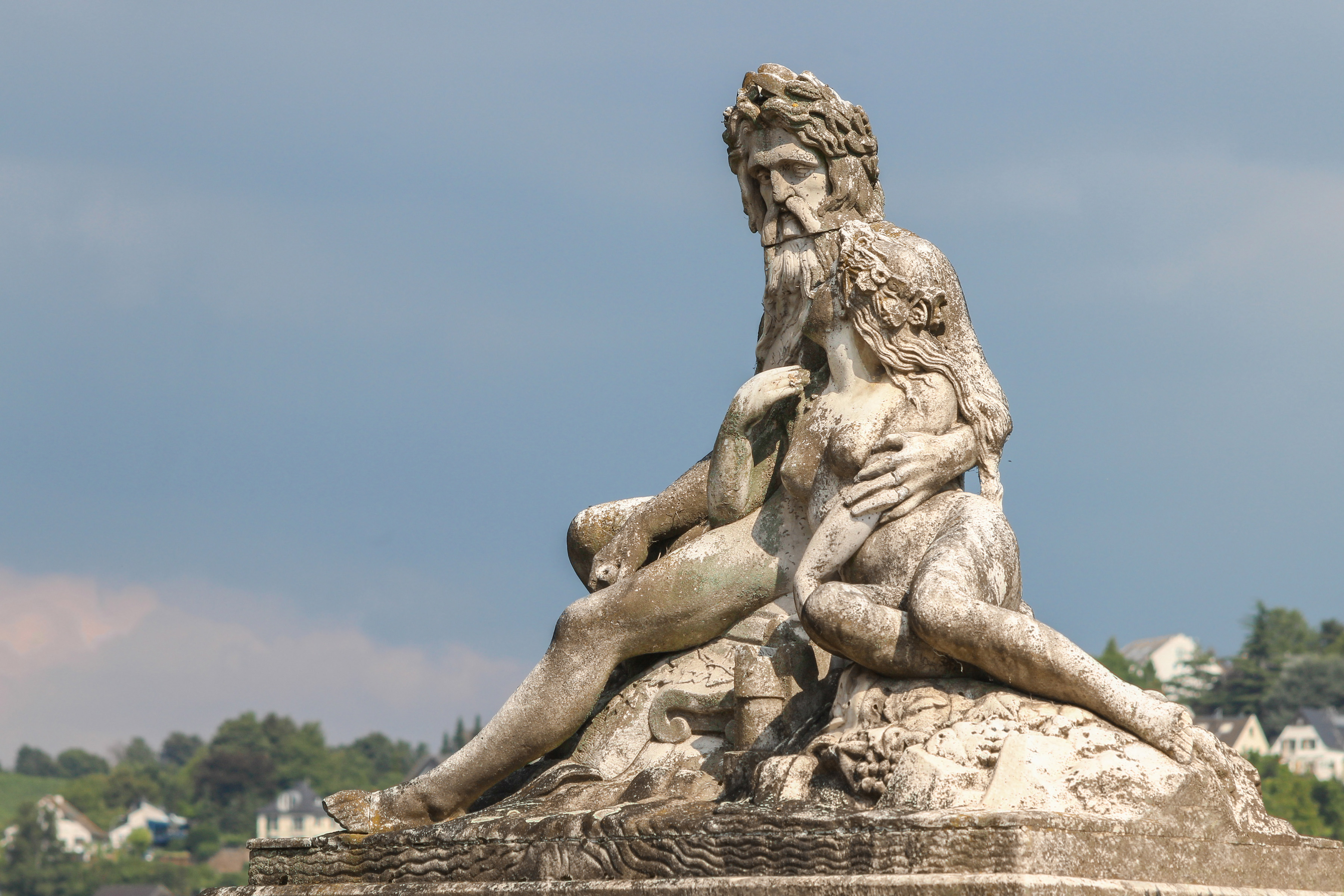
Escultura El padre Rin y la madre Mosela.

El palacio consiste en un edificio principal rectangular  (corps de logis), que se extiende en dirección norte-sur en paralelo a la orilla cercana del Rin, y en dos alas semicirculares desde el lado oeste hacia la ciudad, encerrando la gran explanada del palacio  (Schlossvorplatz). El edificio principal está predominantemente articulado en horizontal; cinco de sus 39 ejes están enfatizados por huecos en voladizo. En el centro de la fachada que da a la ciudad, un pórtico con ocho columnas se eleva hasta la línea de cubierta. En el lado del río, un hueco central tiene seis columnas y está coronado por un relieve del escultor Sebastian Pfaff que representa una alegoría del Rin y el Mosela, el escudo del Electorado, leones que simbolizan la soberanía y símbolos del poder eclesiástico y temporal del Arzobispado Electorado de Tréveris. Las alas laterales, que se reconstruyeron con una altura de dos pisos en la década de 1950, no están articuladas.
Al encargar el edificio austero y relativamente desornamentado a arquitectos franceses, Clemente Wenceslao rompió con la tradición anterior en Coblenza de arquitectura en la tradición barroca francesa y alemana. Fue construido como residencia y palacio de la ciudad. Sin embargo, como consecuencia de su ubicación en la orilla del Rin, se concibió también como parte del paisaje fluvial, y las habitaciones están dispuestas de manera que atraigan la atención hacia el paisaje o se refieran a él. Desde la entrada que da frente a la ciudad, el camino previsto conduce a través del vestíbulo y la sala del jardín hasta el jardín del palacio a la orilla del río. Las habitaciones en los lados sur y este ofrecen una vista impresionante del valle Medio del Rin. El abrazar el paisaje fue una respuesta al deseo de Clemente Wenceslao. El gran gesto de la explanada rodeada por las alas de columnas tiene antecedentes más antiguos, como las columnatas de la plaza de San Pedro de Roma, el palacio Nuevo de Bayreuth y el palacio de Schwetzingen.
En el jardín detrás del palacio hay una escultura de piedra arenisca de 1854 de Johann Hartung que representa las figuras alegóricas  El padre Rin y la madre Mosela.

## Historia

### Construcción

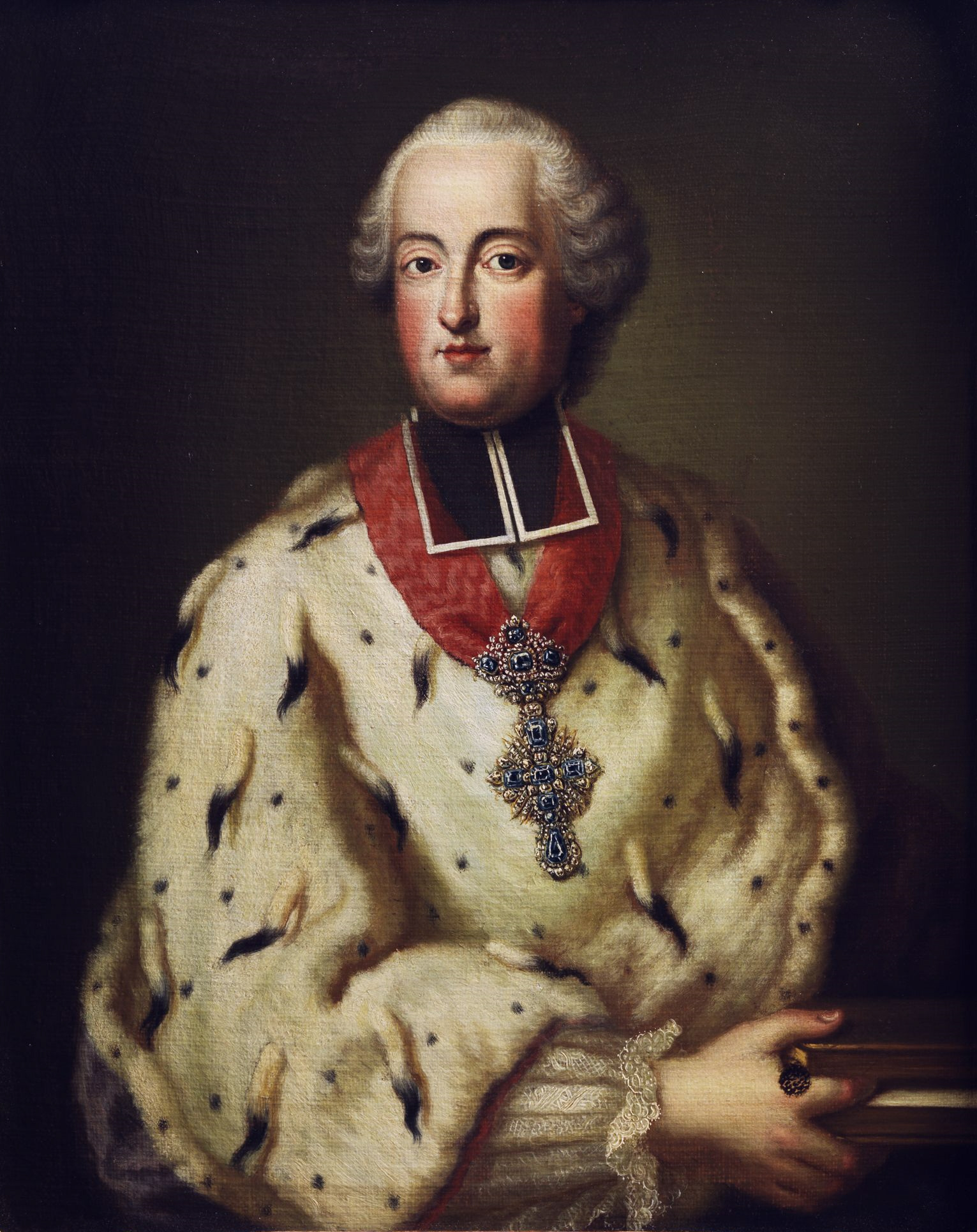
Clemente Wenceslao de Sajonia, patrocinador del edificio

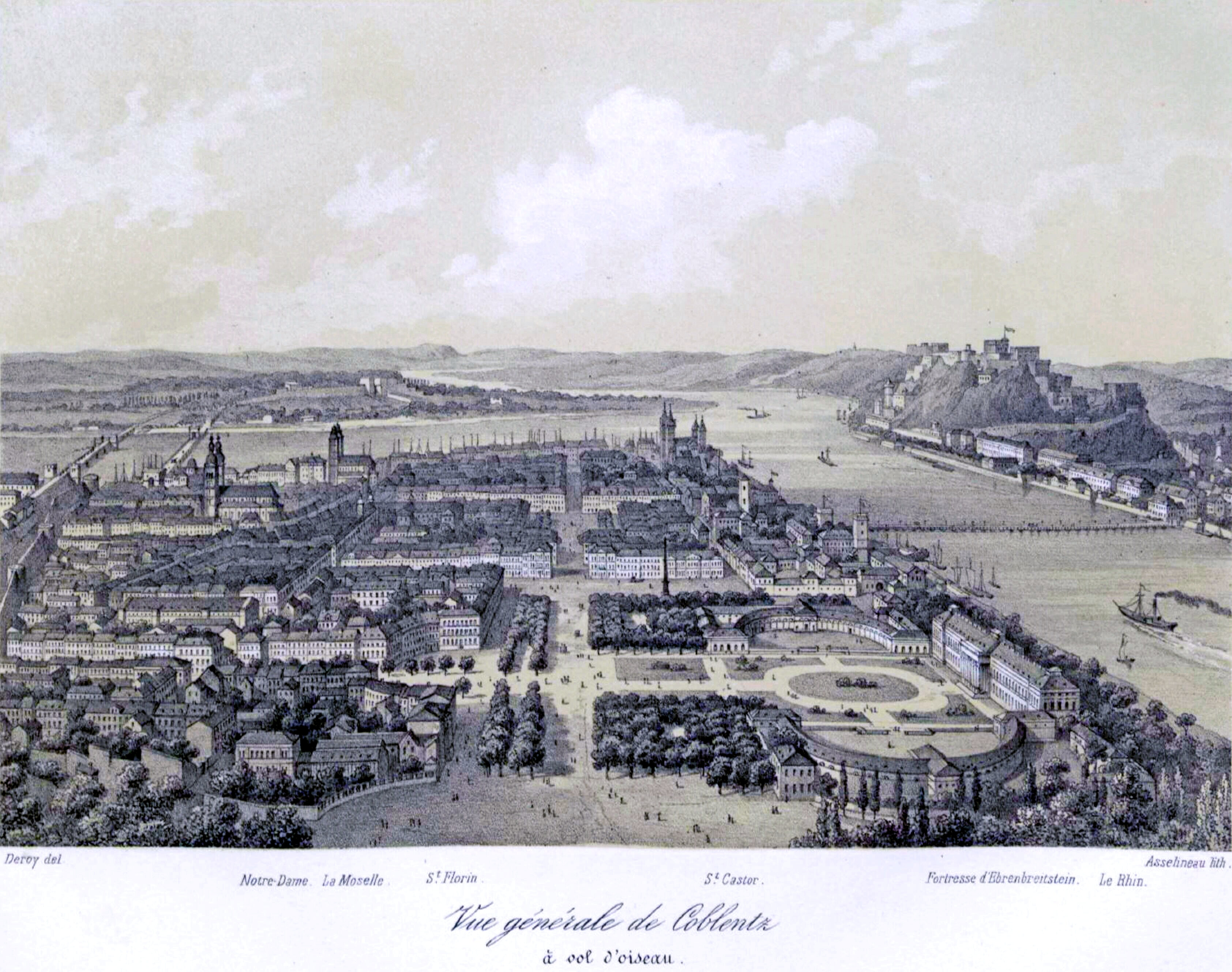
Vista aérea del palacio, de Coblenza y del Rin, segunda mitad del siglo XIX

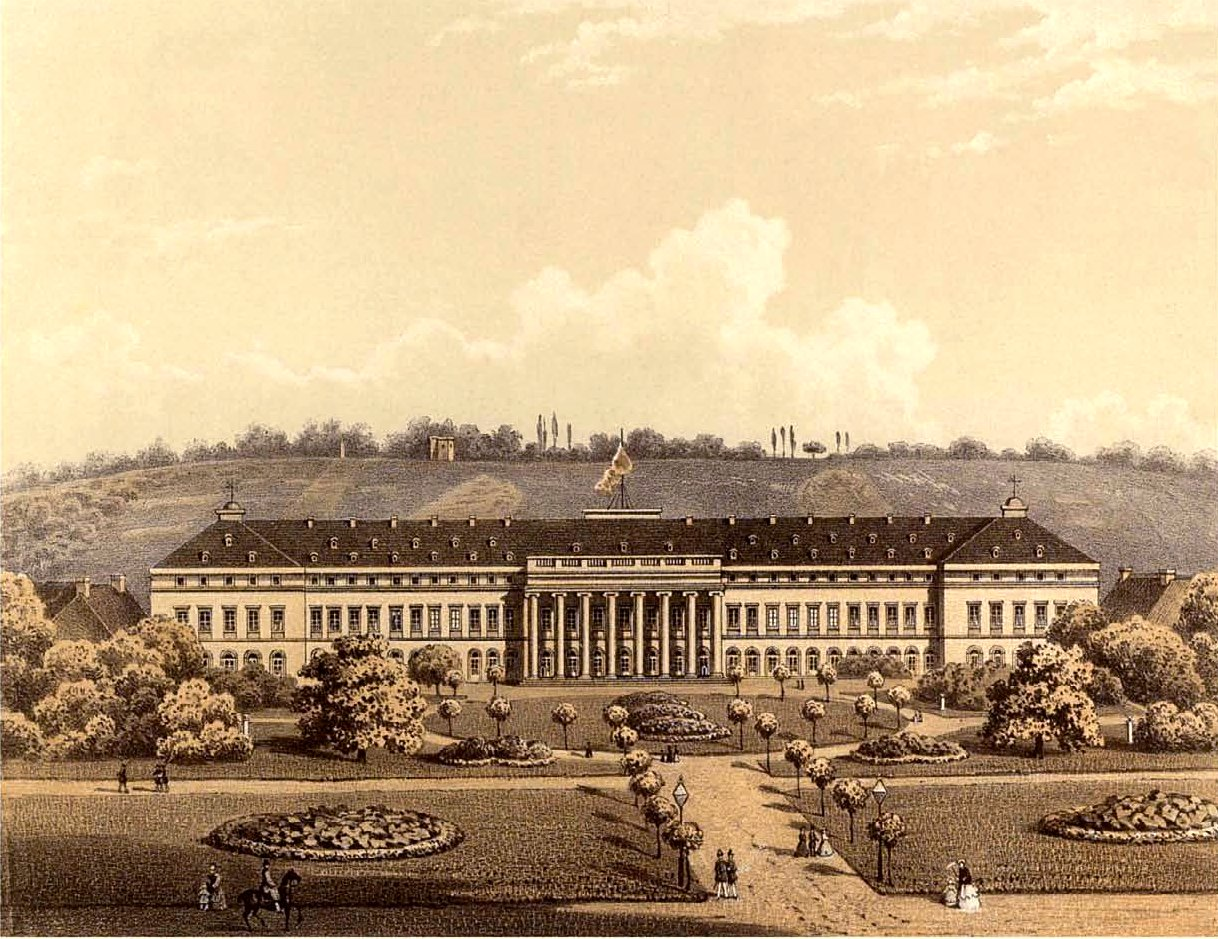
Apariencia del palacio entre 1857 y 1883

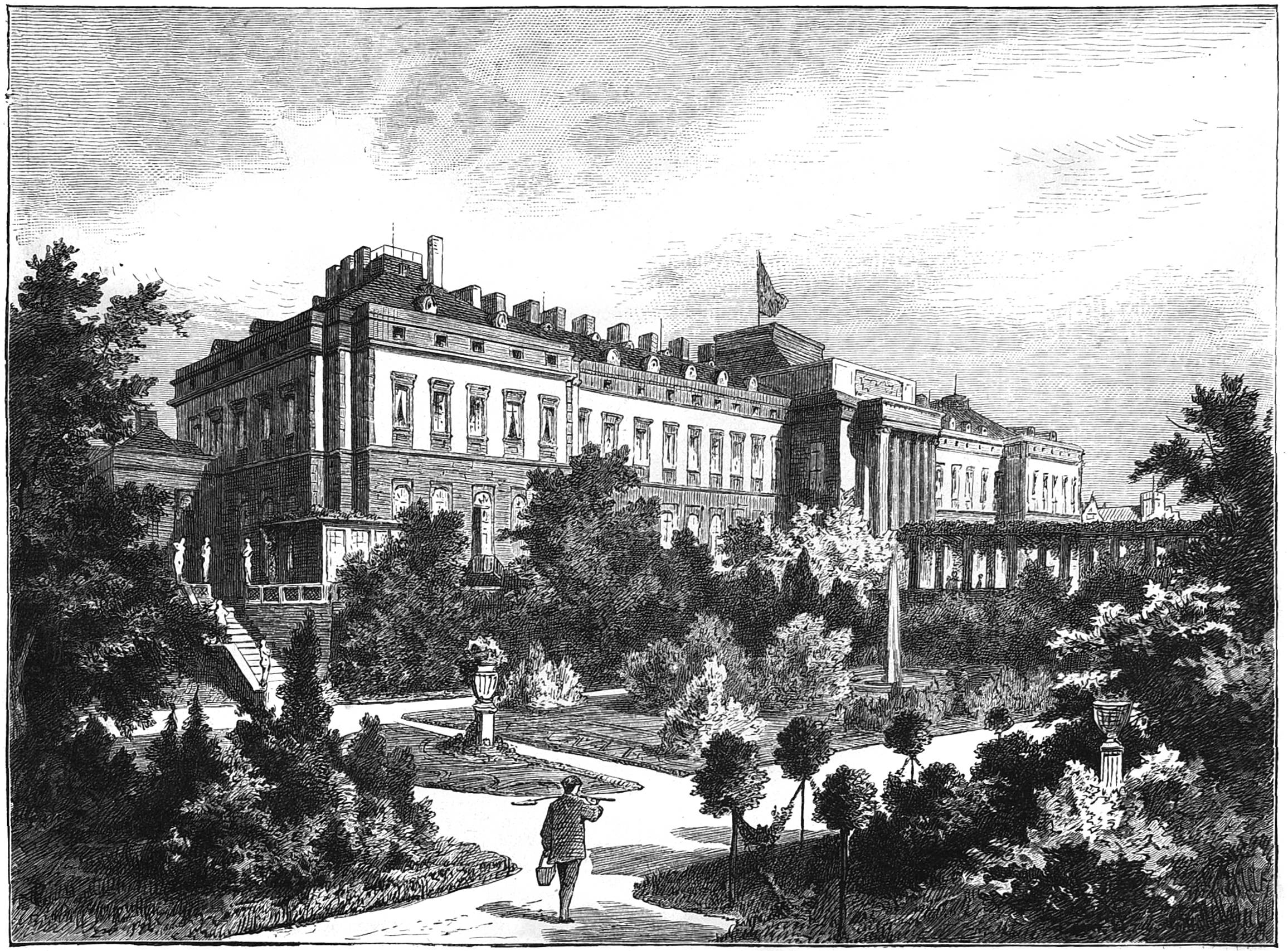
El palacio en 1879 (dibujo del natural de A. Zick)

La antigua residencia del Electorado, el castillo Philippsburg en Ehrenbreitstein, tenía una urgente necesidad de reparación según el nuevo arzobispo y elector, miembro de la familia real sajona-polaca, que estaba a su cargo.
Los estados, que no aceptaron fácilmente la necesidad de un nuevo edificio, solo fueron persuadidos luego de una larga discusión para aceptar pagar por ello. El edificio se erigió finalmente en 1777-1793 en una nueva sección de Coblenza llamada Neustadt. El arquitecto jefe original fue el parisino Pierre Michel d'Ixnard, que ya había diseñado varios edificios en el sur de Alemania. Un primer borrador de los planos hechos en 1776 por otros, había sido un diseño en forma de herradura más alejado del río y más al norte, frente al centro antiguo  de la ciudad; probablemente a petición de Clemente Wenceslao, d'Ixnard cambió el sitio y la orientación. Sin embargo, después de criticar sus planes, se encargó un informe a la Academia de Arquitectos de París, que confirmó algunas de tales críticas. Lo dejaron ir el 18 de diciembre de 1779 y fue reemplazado por recomendación de la Academia por otro arquitecto francés, Antoine-François Peyre el Joven, cuyos planos modificados fueron presentados en 1780 y presentaban  una edificación más pequeña y simple, que fue la que se construyó. El exterior se completó en 1784.
Hasta 1787, los interiores y los muebles fueron supervisados por François Ignace Mangin y fueron ejecutados principalmente por el maestro de estuco de la corte Henckel y el por escultor de la corte de Mainz Johann Sebastian Pfaff. Januarius Zick fue responsable de los frescos de los techos. Los supervisores de la construcción fueron Johann Andreas Gärtner, de Dresde, y el arquitecto del  Festungsschirrhof  en Coblenza (dañado en la Segunda Guerra Mundial y luego demolido, ahora el sitio de la Reichenspergerplatz) y padre del arquitecto de Munich Friedrich von Gärtner, que nació en Coblenza.
El 23 de noviembre de 1786, Clemens Wenceslaus y su hermana María Cunigunda de Sajonia, princesa-abadesa de Essen, se mudaron al nuevo palacio. Un año después, se inauguróa el nuevo teatro de Coblenza, no muy lejos. La sala de banquetes y la capilla del palacio se completaron más tarde, la última en 1792. Clemens Wenceslaus al principio estuvo abierto a las reformas sociales, pero después de que la Revolución Francesa estallase, alarmado, canceló todas las reformas e instituyó un gobierno estricto. Era el tío del rey francés, Luis XVI; ofreció refugio a los emigrados franceses y a los miembros de la corte francesa que huían, particularmente en el palacio Schönbornslust, a las afueras de las puertas de Coblenza. Coblenza se convirtió así en un centro monárquico francés.

### Ocupación francesa
Durante la Guerra de la Primera Coalición, el avance del ejército revolucionario francés finalmente hizo necesario que Clemens Wenceslaus huyera el 7 de octubre de 1794. Dos semanas más tarde, los franceses bajo el mando del general François Séverin Marceau-Desgraviers capturaron Coblenza. El Electorado de Trier dejó de existir y a finales de 1801 fue anexionado en gran parte por Francia. Por ello fue imposible completar el interior del palacio de los Electores. Antes de partir, Clemens Wenceslaus hizo transportar lo que se podía cargar en embarcaciones y llevarlo a Augsburgo, donde las piezas se convirtieron en parte del mobiliario de la residencia del electorado allí. Algunos fueron subastados después de su muerte; la mayor parte de las piezas del mobiliario de las salas de recepción del palacio de Coblenza permanecen en el castillo de Johannisburg, en Aschaffenburg, en el palacio de Nymphenburg en Munich, en la Residencia de Munich, en la Residencia de Landshut y en la Residencia Nueva en Bamberg. 

Después de la partida de Clemens Wenceslaus, el palacio fue utilizado temporalmente como hospital militar (un hospital militar ruso después de que Napoleón se retirara de Moscú y los rusos liberaran Coblenza de los franceses) y, desde 1815, después de que pasase  a ser propiedad de Prusia, como cuarteles.

### Gobierno prusiano

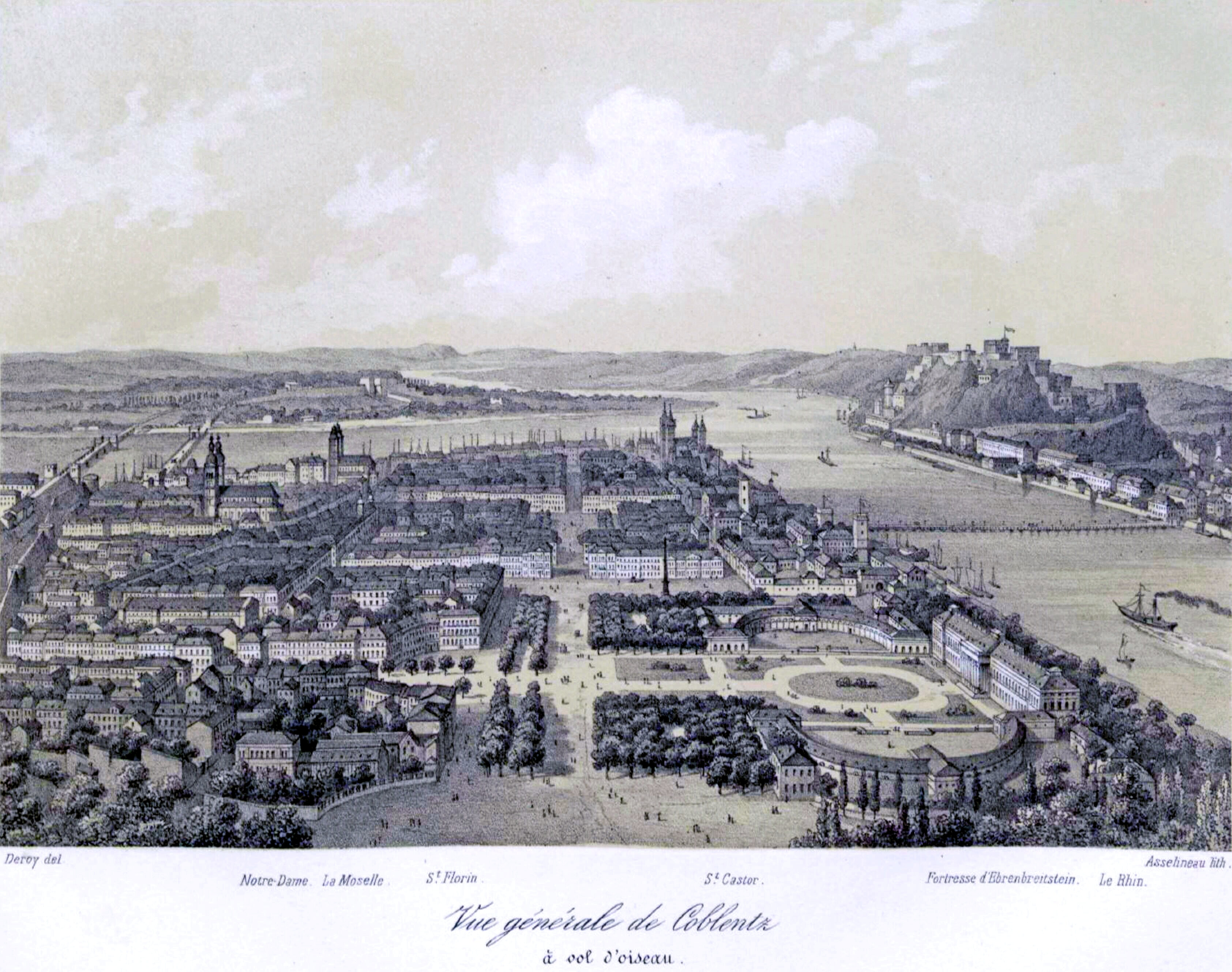
Apariencia del palacio entre 1850 y 1900

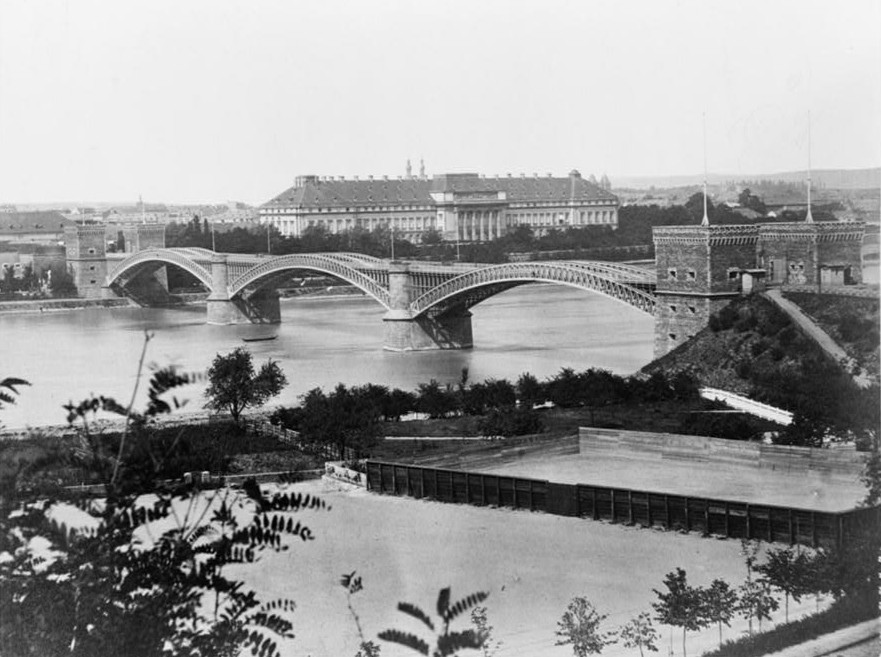
Frente del palacio al Rin fotografiado en la década de 1890 (en primer plano, el puente ferroviario de Pfaffendorf)

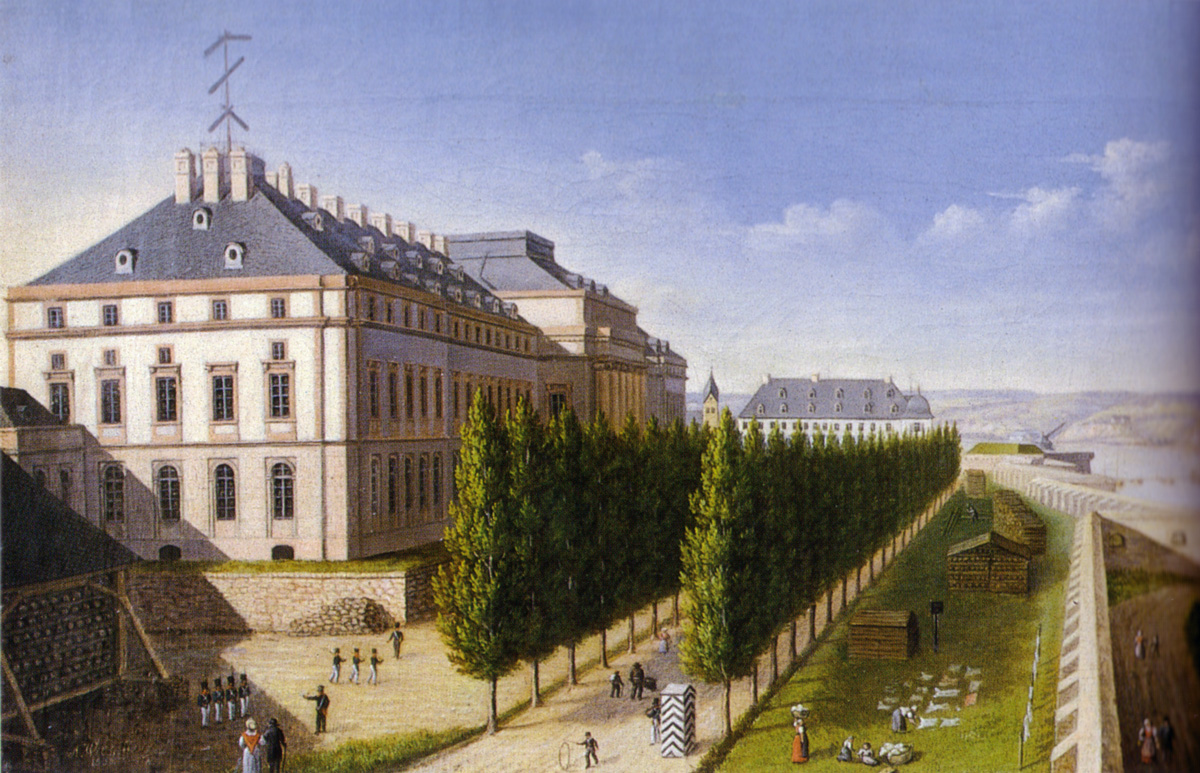
Instalación de semáforos prusianos en el techo de un ala en una pintura de mediados del siglo XIX

De 1823 a 1842, el palacio de los Electores fue la sede de varias oficinas gubernamentales y tribunales de la prusiana provincia del Rin. La planta baja era la sede del Oberpräsident, el gobernador provincial, de 1846 a 1911, cuando se mudó a un edificio especialmente construido al lado del palacio. El cuartel general de la guardia de la ciudad de Coblenza se alojó en el edificio hasta 1918 en la cabecera del ala semicircular meridional.
Entre 1842 y 1845 el interior fue reformado por Johann Claudius von Lassaulx según diseños de Friedrich August Stüler, porque el palacio había sido designado como la residencia oficial para los miembros de la familia real prusiana que visitaban Renania; las habitaciones reales estaban en el primer piso.
De 1833 a 1852, el belvedere del ala sur fue coronado por un aparato que constituye una terminal (estación 61) de la línea de semáforos prusiana entre Berlín, Colonia y Coblenza. La oficina de transmisión y la oficina que supervisaba las secciones occidentales de la línea estaban ambas alojadas en el palacio.
De 1850 a 1858, el príncipe Guillermo, más tarde emperador Guillermo I, residió en el palacio con su esposa Augusta mientras se desempeñaba como gobernador militar de la provincia del Rin y de la provincia de Westfalia. La primera sección del paseo del Rin, diseñada por Peter Joseph Lenné y más tarde nombrada Kaiserin Augusta Anlagen por ella, se creó a instancias de su mujer. Hasta unas pocas semanas antes de su muerte en enero de 1890, ella continuó con sus visitas anuales al palacio y a la ciudad de Coblenza, su Rhenish Potsdam (Postadam renana).

### sigloXX
Hasta el estallido de la Primera Guerra Mundial en 1914, el palacio continuó siendo visitado con frecuencia por miembros de la familia real prusiana y luego de la familia imperial. Durante dos semanas ese agosto, sirvió entonces como la base de operaciones de Guillermo II y la ubicación de la Sede General Imperial Alemana. Después de la guerra, albergó varias oficinas gubernamentales hasta 1923, cuando fue el sitio de la proclamación de la separatista República Renana bajo el Ministro-Presidente designado Josef Friedrich Matthes, que duró hasta el 9 de febrero de 1924.
Durante la era nazi, se creó un teatro anfiteátrico Thingplatz en la explanada del palacio. Fue uno de los primeros de los 400 proyectados que se construirán; en marzo de 1934 los ciudadanos sacaron los materiales de construcción del Rin, más de 100 trabajadores comenzaron a trabajar en dos turnos el 8 de junio; el 16 de junio se llevó a cabo una ceremonia de colocación de la primera piedra angular y el alcalde Otto Wittgen dedicó el teatro el 24 de marzo de 1935. El teatro era ovalado, con unos 100 m de largo por 70 m de ancho y aproximadamente 5 m de profundidad; se construyó utilizando 16 000 sillares de basalto, asentó a 20 000 personas y podía acomodar a otras 80 000 puestos de pie en las áreas circundantes de la explanada. El trazado incorporó una roca glacial y, debajo del pórtico del palacio, una gruta conmemorativa con una llama eterna. El lema del teatro era  Leuchte, scheine goldene Sonne über dies befreite Land  (Resplandece, brilla el sol dorado, sobre esta tierra liberada), y se instaló un lur en el techo del palacio, para sonar dos veces al día. Era audible hasta 5 kilómetros de distancia. El Koblenz Thingplatz fue uno de los más importantes en el esfuerzo por utilizar lugares para observancias místicas, particularmente en el solsticio de verano. Sin embargo, el interés en el movimiento del  Thingspiel disminuyó rápidamente, y ya a finales de 1937 se organizó un concurso para rediseñar la explanada como un simple patio de armas, eliminando el anfiteatro; en años posteriores se utilizó principalmente para las ceremonias anuales del Primero de Mayo. Después de la Segunda Guerra Mundial, se rellenó con escombros del bombardeo de la ciudad.

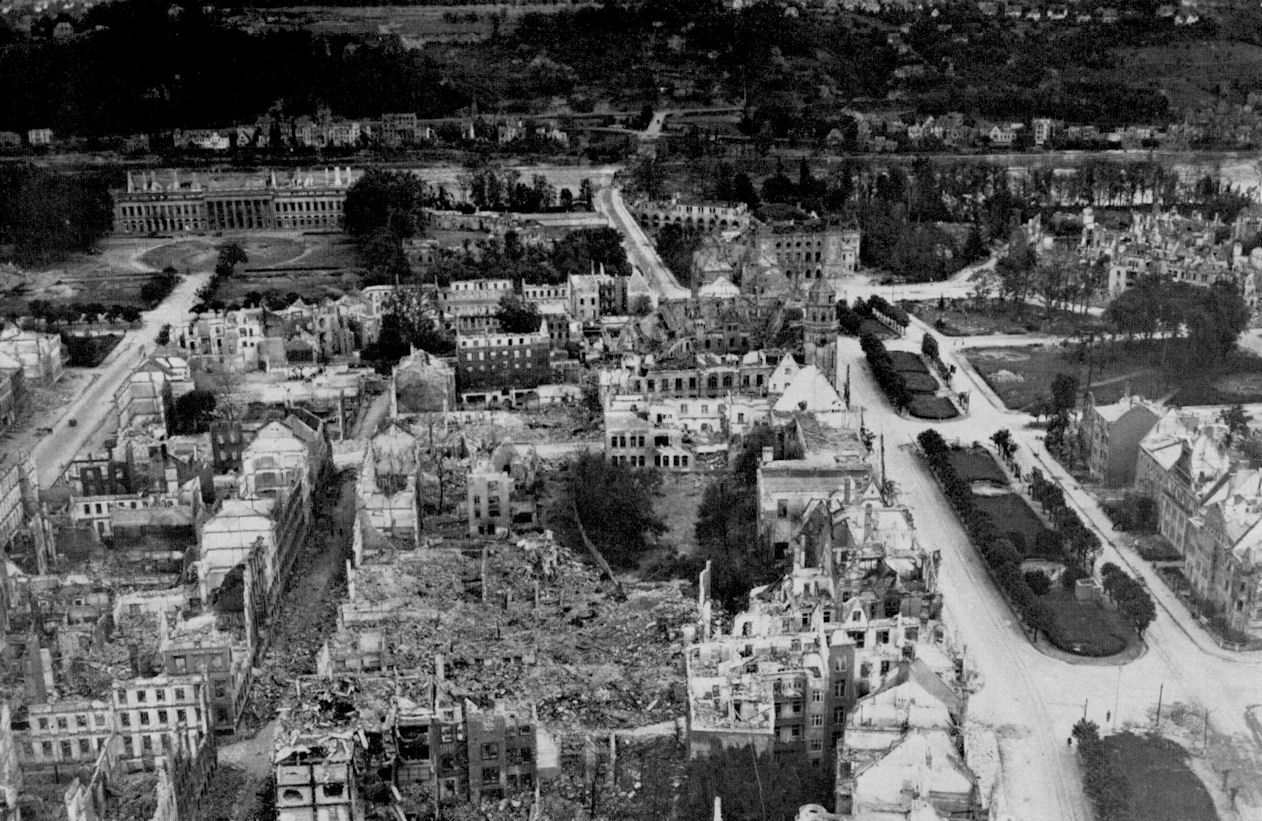
Ruinas de Coblenza en 1945: el Palacio de los Electores incendiado en la parte superior izquierda

Durante la Segunda Guerra Mundial, el complejo del palacio fue reducido a un caparazón por las bombas en 1944. Fue reconstruido en 1950-1951, el exterior se reconstruyó con precisión utilizando los planos originales y el interior terminó en el estilo de los años 50, a excepción de unos pocos espacios en la sección central cuyos interiores fueron reconstruidos en el estilo clásico de la construcción original del palacio (antes de las alteraciones de Stüler): la gran escalera, el vestíbulo, la sala de guardia (ahora conocida como Spiegelsaal (salón de espejos) o el e Kurfürstensaal (salón de elector) y la sala del jardín. Se realizó un concurso para elegir obras de arte para estas salas: la escalera fue decorada en la planta baja con una estatua de Emil Krieger titulada Kore,  en los descansillo con Europa sobre el toro de   Otto Rumpf y Caballo y jinete de Werner Meurer y en el primer piso con nichos de Edvard Frank; Rolf Müller-Landau creó pinturas alegóricas para los nichos en la sala sur de la planta baja; dos pinturas en el vestíbulo norte de la sala del jardín son de Edgar Ehse; y un mosaico en una pared de la gran escalera, firmado E. K., es probablemente de Eugen Keller. El comité de selección intentó reproducir lo más fielmente posible la impresión original que un visitante habría recibido, incluso en la elección de los colores, pero las obras reflejan el período de su creación.  Los suelos se restauraron en el estilo original, en particular el patio. El único interior histórico que sobrevive es el del vestíbulo de la ahora destruida capilla del palacio, en la cabecera del ala semicircular del norte. Las dos alas fueron restauradas en una forma moderna simplificada, conservando solo la huella de los originales.
El edificio sirvió inicialmente como sede de la Oficina de Seguridad Aliada (Junta de Seguridad Militar). En 1960, el Estado de Renania-Palatinado vendió el edificio,  que había heredado en 1946 como sucesor legal de Prusia, a la República Federal de Alemania. En 1998 fue nuevamente restaurado, y el exterior, que había sido pintado en el tradicional color ocre y rojo purpúreo de fortalezas y palacios prusianos, fue repintado en su esquema de color del siglo XVIII: paredes de color gris pálido y detalles arquitectónicos grises.
El palacio actualmente alberga oficinas para varias ramas del gobierno federal (incluido el Instituto Federal de Bienes Raíces (Bundesanstalt für Immobilienaufgaben) que también supervisa el edificio, la Oficina Central de Tarifas  (Hauptzollamt), la Oficina de Armamentos, Tecnología de la Información e Implementación de la Bundeswehr (Bundesamt für Ausrüstung, Informationstechnik und Nutzung der Bundeswehr)  y la Agencia Federal de Pruebas  (Prüfungsamt des Bundes),  una división de la Bundesrechnungshof, la agencia nacional de auditoría. Por ello no es accesible al público, excepto durante eventos especiales.
En octubre de 2008, durante la excavación de un aparcamiento subterráneo frente al palacio, se descubrió un antiguo asentamiento de artesanos romanos. En la orilla del río se creó en 2009 un conjunto de graderías de 100 m de ancho destinadas a proporcionar asientos.

### Salón Federal de Horticultura 2011

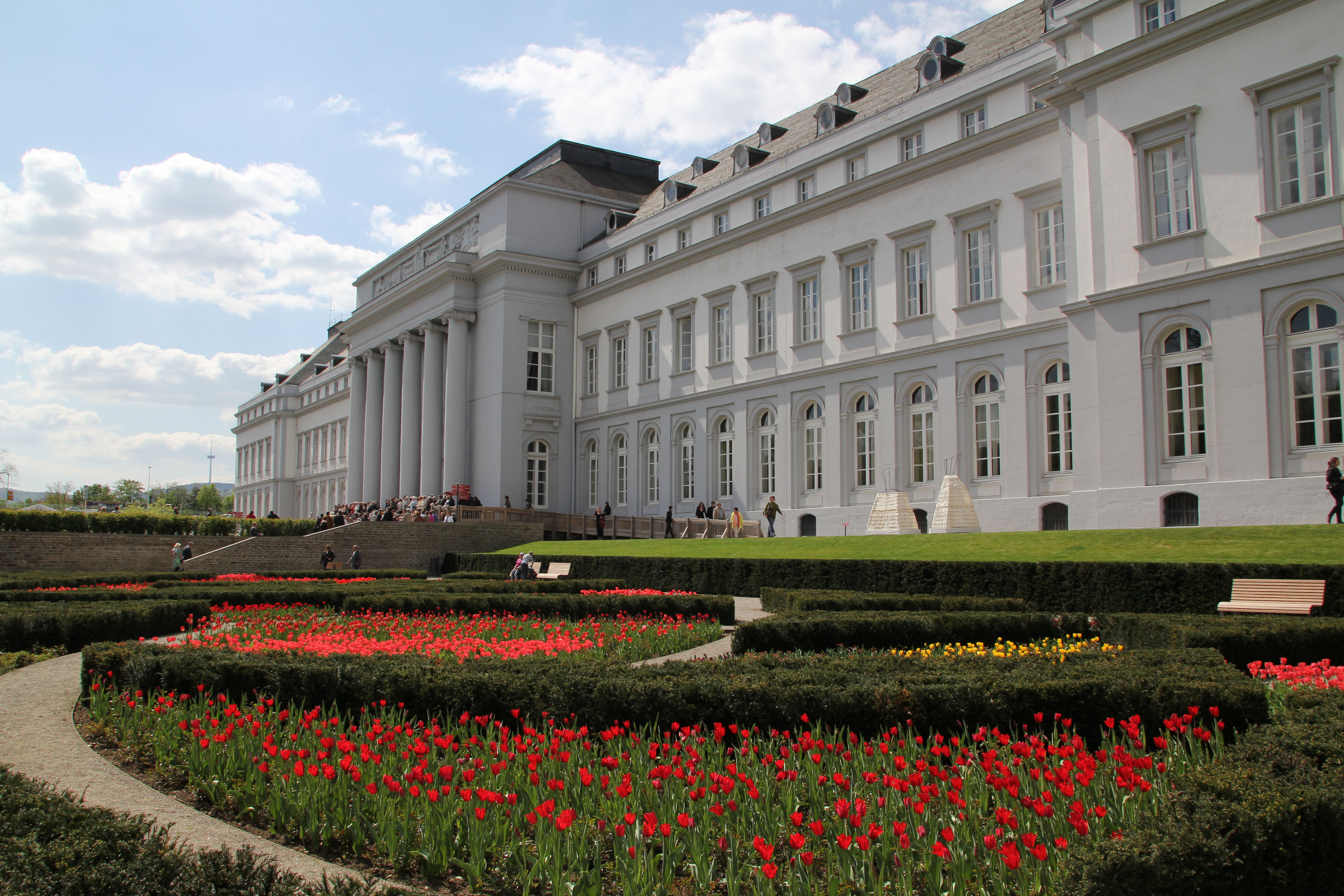
El Palacio de los Electores durante el Salón Federal de Horticultura 2011

La ciudad de Coblenza ganó el contrato para albergar la Feria Federal de Horticultura de Alemania 2011, y el área alrededor del palacio fue utilizada como una de las áreas de exhibición. El palacio se abrió para proporcionar una ruta directa a través de la Schlossstraße desde la nueva estación central de trenes de Coblenza hasta la orilla del Rin. Toda la zona estaba decorada con muchos tipos diferentes de flores, estanques, fuentes, terrazas radiales y muros para sentarse, lo que refleja el esplendor con el que los gobernantes vivían en el palacio. El jardín detrás del palacio fue restaurado con una apariencia históricamente apropiada basada en los diseños de Lenné, utilizando terrazas que bajan hasta el río.
El festival de iluminación de Coblenza  Lichtströme (Lightstreams), que comenzó en asociación con el Salón Hortícola 2011, presentó el Palacio de los Electores en 2012. El grupo de artistas Casa Mágica proyectó un espectáculo de luces basado en imágenes de resonancia magnética en la fachada.